# Golungo Alto
Ne pas confondre avec Alto Gállego, une comarque espagnole, ou avec le Galanga, une épice.
Golungo Alto est une commune d'Angola appartenant à la province de Cuanza Nord.
En 1898 elle est citée sous le nom de Galango Alto.
En 2006, la population de la ville était estimée à 69 918 habitants pour une superficie de 1 989 km2.

## Personnalité
- Joaquim Rodrigues Graça (1804-1864), explorateur portugais, y est mort.
- Rosária da Silva (1959-2022), écrivaine angolaise.